# جون ميجر (لاعب كريكت)
جون ميجر (6 فبراير 1861 - 30 ديسمبر 1930) (بالإنجليزية: John Major)‏ هو لاعب كريكت بريطاني (وحمل سابقاً جنسية المملكة المتحدة لبريطانيا العظمى وأيرلندا).